# Faramea accumulans
Faramea accumulans är en måreväxtart som beskrevs av Charlotte M. Taylor. Faramea accumulans ingår i släktet Faramea och familjen måreväxter.
Artens utbredningsområde är Panamá. Inga underarter finns listade i Catalogue of Life.